# 152-мм пушка 2А36
Гиацинт-Б в Военно-историческом музее артиллерии, инженерных войск и войск связи
2А36 «Гиацинт-Б» — советская 152-мм буксируемая пушка.
2А36 относится к крупнокалиберной артиллерии, и предназначена для подавления и уничтожения живой силы, огневых средств, вооружения и военной техники противника на марше, в местах сосредоточения и в опорных пунктах. Пушка может использоваться в различных погодно-климатических условиях. На испытаниях успешно применялась при температуре атмосферного воздуха от −50 °C до +50 °C. Пушка стоит на вооружении артиллерии вооружённых сил России, Финляндии, государств СНГ и ряда других государств.

## История создания
В СКБ Пермского машиностроительного завода ещё в ноябре 1968 года началась разработка новой 152-мм пушки с повышенной дальностью стрельбы. Она проектировалась с самого начала в двух вариантах — буксируемая под обозначением 2А36 «Гиацинт-Б» и её вариант 2А37 для самоходной артиллерийской установки 2С5 «Гиацинт-С».
Главный конструктор — Ю. Н. Калачников.
Опытные образцы пушек проходили полигонные испытания в 1971—1972 годах, на вооружение ВС Советского Союза пушка была поставлена в 1976 году.
Даже на сегодняшний день 152-мм пушка 2А36 полностью отвечает современным требованиям: обладает большой огневой мощью, надёжна и мобильна, способна выполнять сложные задачи во всех видах общевойскового боя.
По данным иностранных военных экспертов, пушка 2А36 (в буксируемом варианте) обладает наибольшей дальностью стрельбы (40 километров — активно-реактивным снарядом) изо всех артиллерийских систем аналогичного калибра (152 мм), когда-либо принятых на вооружение в СССР и России с середины XX века, уступая в этом отношении лишь 203-мм САУ 2С7 «Пион» (47,5 км — активно-реактивным снарядом).

## Устройство
Пушка снабжена горизонтальным клиновым полуавтоматическим затвором, гидропневматическим аккумулятором, заряжающимся на накате ствола, цепным досылателем для раздельной досылки снаряда и гильзы с зарядом в камору ствола, поддоном с гидродомкратом для стрельбы при вывешенных колёсах, двухскоростным механизмом горизонтального наведения.
Орудие: 152-мм нарезная пушка 2А36. Длина ствола вместе с дульным тормозом составляет 8197 мм.
Ходовая часть — двухосная с подрессориванием.

## Модернизация

### 2А36М «Дилемма-2А36»
Российская 152-мм модифицированная буксируемая пушка.
Стоящие сегодня на вооружении 2А36 модернизированы и оснащены дополнительно:
- Аккумуляторная батарея
- Блок НАП
  - спутниковый приёмник
  - антенный блок
- Самоориентирующая гироскопическая углоизмерительная система
- ЭВМ
- механический датчик скорости

### 2А43 «Гиацинт-БК»
Советская опытная 152-мм буксируемая пушка. Отличается картузным заряжанием. Разработана в ОКБ-9.

### 2А53 «Гиацинт-БК-1»
Советская опытная 152-мм буксируемая пушка. Отличается картузным заряжанием. Разработана в конструкторском бюро Завода имени Ленина

### 2А53М «Гиацинт-БК-1М»
Модернизированный вариант 2А53. Также разработана в конструкторском бюро Завода имени Ленина

## Боеприпасы

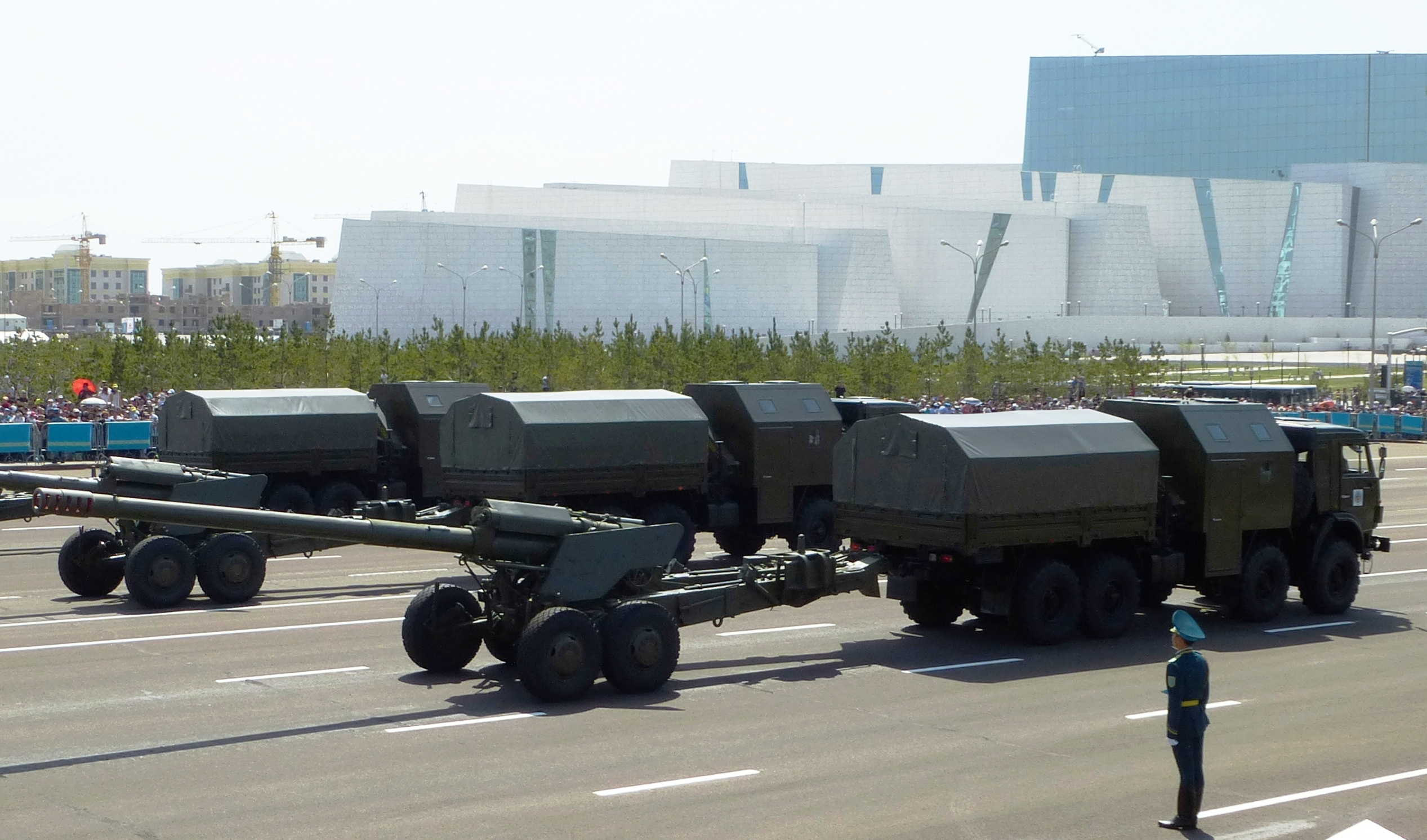
2А36 на буксире за тягачом КамАЗ-63501АТ «Медведь»

Стрельба из пушки ведётся разработанными специально для неё выстрелами раздельно-гильзового заряжания.
- 3ВОФ39 с осколочно-фугасным снарядом 3ОФ29. Полный. Этот снаряд весит 46 кг и содержит 6,73 кг мощного взрывчатого вещества A-IX-2.
- 3ВОФ40 с осколочно-фугасным снарядом 3ОФ29. Уменьшеный. Из этого заряда формируются 1-й и 2-й заряды путем вынимания картузов с порохом.
- ЗВОФ41 с активно-реактивным снарядом 3ОФ30 «Баклан» (44,63 кг, 4,88 кг ВВ), способным поражать цель на дальности до 33,08 км.
- 3ВБ6 выстрел с ядерным боеприпасом малой мощности 0,1-2 кт.
- кассетный снаряд 3-О-13 с осколочными боевыми элементами, кассетные снаряды с самоприцеливающимися боевыми элементами, оснащёнными датчиками цели, а также снаряды-постановщики активных и пассивных радиопомех.
- также кумулятивный противотанковый и дымовой снаряды.

| Номенклатура боеприпасов    |                |               |                   |              |                    |                                 |                                     |
| Индекс выстрела             | Индекс снаряда | Индекс заряда | Масса снаряда, кг | Масса ВВ, кг | Масса выстрела, кг | Начальная скорость снаряда, м/с | Максимальная дальность стрельбы, км |
| Осколочно-фугасные          |                |               |                   |              |                    |                                 |                                     |
| 3ВОФ39                      | 3ОФ29          | 4Ж47          | 46                | 6,42         | 80,8               | 945                             | 28,5                                |
| 3ВОФ40                      | 3ОФ29          | 4Ж48          | 46                | 6,42         |                    | 775                             | 21,5                                |
| 3ВОФ41 (активно-реактивный) | 3ОФ30          | 4Ж47          |                   |              |                    |                                 | 33,1                                |
| 3ВОФ86                      | 3ОФ59          | 4Ж47          | 43,8              | 7,8          | 78,6               |                                 | 30,5                                |
| 3ВОФ87                      | 3ОФ59          | 4Ж48          | 43,8              | 7,8          |                    |                                 | 23                                  |
| Управляемые                 |                |               |                   |              |                    |                                 |                                     |
| «Сантиметр»                 | 3ОФ38          |               | 49,5              | 8,5          |                    |                                 | 12                                  |
| «Краснополь»                | 3ОФ39          |               | 50                | 6,5          |                    |                                 | 20                                  |
| Ядерные                     |                |               |                   |              |                    |                                 |                                     |
| «Ромашка»                   |                |               | 57                |              |                    |                                 |                                     |
| «Мята»                      |                |               | 57                |              |                    |                                 |                                     |
| «Аспект-1…4»                |                |               | 43                |              |                    |                                 |                                     |
| «Символизм-1…4»             |                |               | 43                |              |                    |                                 |                                     |

## Габариты
Пушка обладает внушительными габаритами: длина 12 920 мм в походном и 12 300 мм в боевом положении.
Высота (по стволу) 2760 мм (походное положение), дорожный просвет 475 мм, ширина хода 2340 мм. Диаметр колеса 1080 мм, ширина колеса 300 мм, нормальное давление в шинах колёс 4,8 кгс/см², ход подрессоривания 150 мм.
Пушка буксируется грузовыми автомобилями КрАЗ-255Б, КрАЗ-260 (6x6), КрАЗ-6322 или гусеничными артиллерийским тягачами АТ-Т, АТС, АТС-59 АТ-С, МТ-Т. При этом допускается достаточно высокая скорость передвижения.

## Боевое применение
- Афганская война (1979—1989)[4][5]
- Первая чеченская война4 января — из рабочей тетради оперативной группы центра боевого управления 8-го гв. АК: «4 января. 22. 55. Орудия 2А36 (152-мм пушка „Гиацинт-Б“) вышли из строя из-за большого количества выстрелов. В среднем каждое орудие сделало по 540 выстрелов. На всех орудиях недокат стволов…»[6].
- Вооружённый конфликт на востоке Украины[7]
- Вторжение России на Украину[8]

## ТТХ
- Калибр, мм: 152,4

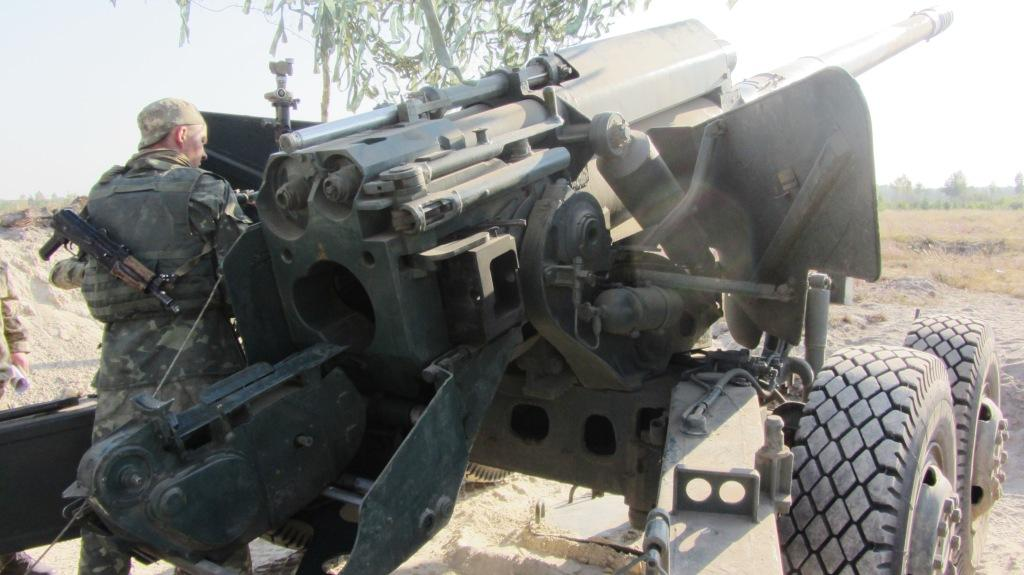
Казённик орудия 2А36 44-й отдельной артиллерийской бригады Украины.

- Максимальная дальность стрельбы, км: ОФС 28,5; АРС 33,5
- Минимальная дальность стрельбы, км: -
- Скорострельность, выстр./мин.: 6
- Угол возвышения, град.: −2…+57
- Угол горизонтального наведения, град.: −25…+25
- Кучность стрельбы:
  - По дальности, Вд/Х мак: 1/267
  - По боку, Вб, м: 20
- Масса ОФС, кг: 46
- Масса качающейся части, кг: 3800[9]
- Дульная энергия, кДж: 20 950
- Масса, т: 9,8
- Боевой расчёт, чел.: 8[10]

## Операторы

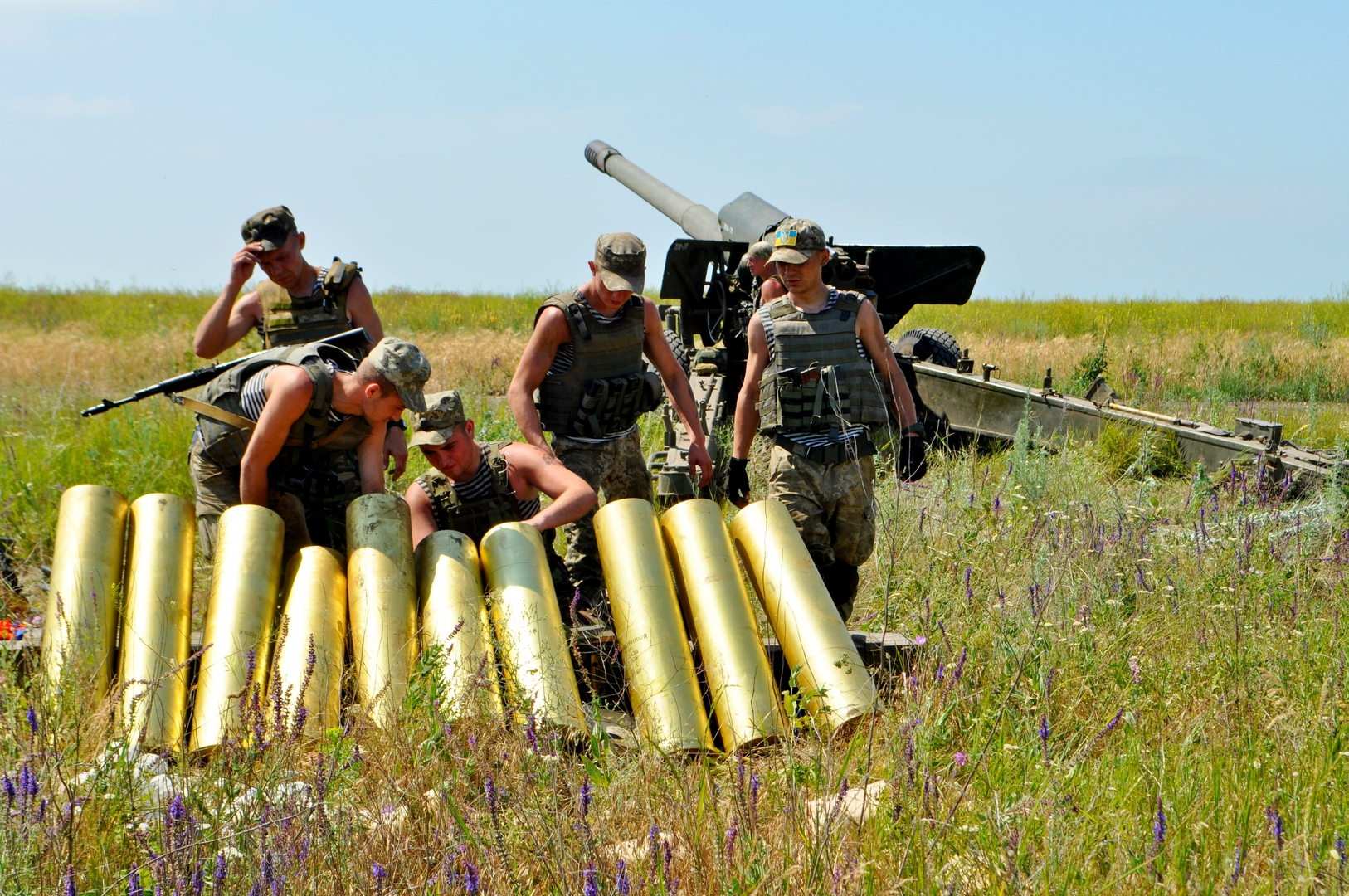
Гильзы выстрелов Гиацинта.

- Азербайджан — 49 единиц 2А36 на вооружении по состоянию на 2024 год[11]
- Армения — 26 единиц 2А36 на вооружении по состоянию на 2024 год[12]
- Грузия — три единицы 2А36 на вооружении по состоянию на 2024 год[13]
- Молдова — 20 единиц 2А36 на вооружении по состоянию на 2024 год[14]
- Россия: 550 единиц 2А36 на хранении по состоянию на 2024 год[15]
  - Сухопутные войска — некоторое количество на вооружении 68-го армейского корпуса[16]
  - Береговые войска ВМФ — 50 единиц 2А36 по состоянию на 2024 год[17]
- Туркменистан — 6 единиц 2А36 на вооружении по состоянию на 2024 год[18]
- Украина:
  - Сухопутные войска — 75 единиц 2А36 на вооружении по состоянию на 2024 год[19]
  - Морская пехота — некоторое количество 2А36 на вооружении по состоянию на 2024 год[20]
- Узбекистан — 140 единиц 2А36 на вооружении по состоянию на 2024 год[21]
- Финляндия — 24 единицы 2А36 на вооружении по состоянию на 2024 год[22], поставлены из СССР в 1989 году, используются под обозначением K-89[23]

### Бывшие операторы
- Беларусь — 48 единиц 2А36, по состоянию на начало 2022 года[24]. По другим данным не состоит на вооружении[25].
- Ирак — 180 единиц 2А36 поставлено из СССР в период с 1986 по 1988 годы[23]
- Казахстан — 180 единиц 2А36, по состоянию на 2012 год[26]
- НКР — ~50 единиц 2А36 по состоянию на 2016 год[27]
- СССР — перешли к образовавшимся после распада государствам

## Где можно увидеть
- Россия — Музей отечественной военной истории в деревне Падиково Истринского района Московской области.
- Россия — Мемориальный парк «Победа» в городе Чебоксары.
- Россия — Музей истории ПАО "Мотовилихинские заводы", г. Пермь, ул. 1905 года, д. 20.
- Россия — Военно-исторический музей артиллерии, инженерных войск и войск связи (2 экземпляра), Санкт-Петербург, Петроградский район, Александровский парк, 7.
- Россия — Музейный комплекс УГМК, г. Верхняя Пышма, Свердловская область.[28].
- Россия — Выставочная площадка возле Музея бронетанковой техники в п.г.т. Прохоровка Белгородской области
- Россия — Парк победы в г. Вологда. Вологда Вологодской области
- Россия — Аллея Славы п. Шатск Тульской области
- Россия — в г. Сердобске Пензенская области
- Украина — Одесса, Гвардейское, 412 батарея Одесса
- Беларусь — Экспозиция военной техники в Борисовском сквере, г. Борисов Минской области
- Азербайджан — Парк военных трофеев, г. Баку[29]

## Комментарии
1. ↑  На максимальном заряде.